# L'Affaire des cinq lunes
Pour plus de détails, voir Fiche technique et Distribution.
L'Affaire des cinq lunes  (titre original : Five Moons Square) est un film germano-britannico-italien réalisé par Renzo Martinelli sorti en 2003.

## Synopsis
Le jour de son départ à la retraite, le magistrat italien Rosario Saracini reçoit d'un inconnu un film en super 8. Il y découvre les images de l'enlèvement  par les Brigades rouges, le 16 mars 1978, de l'ancien Président du Conseil Aldo Moro, qui fut ensuite séquestré puis assassiné. L'agrandissement d'une image de la pellicule lui permet d'y reconnaître un colonel du SISMI, les services secrets militaires italiens. Cet élément troublant, qui vient s'ajouter à d'autres détails non élucidés, incite le juge à explorer l'affaire à nouveau.
Il part donc  en quête de la vérité, avec l'aide de son ancien garde du corps Branco et d'une jeune magistrate, Fernanda Doni.

## Fiche technique
- Réalisation : Renzo Martinelli
- Scénario : Fabio Campus
- Production : Michael Cowan, Pete Maggi, Renzo Martinelli et Jason Piette
- Directeur de la photographie : Blasco Giurato
- Compositeur : Paolo Buonvino
- Monteur : Massimo Quaglia
- Directeur artistique : Franco Vanorio
- Directeur du casting : Marco Limberti
- Pays d'origine :  Italie /  Royaume-Uni /  Allemagne
- Durée : 109 min

## Distribution
- Donald Sutherland (VF : Bernard Tiphaine) : Le juge Rosario Saracini
- Giancarlo Giannini : Branco
- Stefania Rocca : Fernanda Doni
- Aisha Cerami : Ombretta
- F. Murray Abraham : L'« Entité »
- Greg Wise : Francesco Doni
- Nicola di Pinto : L'antiquaire
- Federica Martinelli : L'informaticienne
- Massimo Tellini : Le terroriste
- Pino Calabrese : Marini

## Autour du film
Le scénario de L'Affaire des cinq lunes propose une fiction politique inspirée de l'attentat ayant provoqué la mort d'Aldo Moro, leader des Démocrates chrétiens, qui reste connu comme le principal artisan du Compromesso storico (en français, le Compromis historique) entre son parti, la Démocratie chrétienne (DC) et le Parti communiste italien (PCI), dirigé par Enrico Berlinguer. Le dirigeant du PCI (Parti communiste italien) proposait une alliance entre les communistes et les démocrates-chrétiens à une époque de grave crise économique, politique et sociale en Italie.